# Chrysalide (nouvelles)
Pour les articles homonymes, voir Chrysalide (homonymie).
Chrysalide (titre original : Chrysalide) est un recueil de neuf nouvelles de science-fiction de l'écrivain Robert Reed, publié en France en février 2002. Il s'agit d'un recueil original qui n'a jamais été publié aux États-Unis.

## Publication
- Robert Reed, Chrysalide, traduction de Laurence Le Maire, Éditions Imaginaires Sans Frontières, février 2002, illustration de couverture Caza, préface de Gérard Klein. (ISBN 2-84727-005-1).

## Préface et postfaces
- Préface de Gérard Klein : p. 11 à 20.
- Chaque nouvelle est suivie d'une courte postface donnant des explications sur l'origine des nouvelles ou des conditions de leur rédaction.

## Liste des nouvelles

### Les Cercueils
- Titre original : Coffins.
- Parution : The Magazine of Fantasy & Science Fiction, décembre 1992.
- Situation dans le recueil : p. 21 à 36.
- Résumé : Dans l'avenir, les combinaisons spatiales, également appelées familièrement « Cercueils », seront des mécanismes tellement sophistiqués qu'ils pourront garantir la survie en toutes circonstances. Le passager (dont le nom et le prénom ne sont jamais mentionnés) d'un vaisseau spatial décide d'aller vers Nouvelle-Mars, à des dizaines d'années-lumière de la Terre. Il prend place dans le vaisseau, et aussi dans son « Cercueil ». Durant le trajet, qu'il passe en hibernation, le vaisseau est percuté par une météorite et explose. Mais l'homme, protégé par son Cercueil, ne meurt pas. Il continue à vivre pendant un temps inouï, qu'il passe la plupart du temps en hibernation. Quand l'ordinateur de bord le réveille, c'est toujours pour des motifs liés à des ordres à donner ou pour des motifs médicaux (une hibernation trop longue entrainerait la mort). Plusieurs milliers d'années se passent ainsi ; l'homme a compris qu'il n'a quasiment aucune chance d'être retrouvé un jour, étant perdu dans l'infinité de l'espace profond. Un jour, il meurt de vieillesse. Mais l'aventure ne s'arrête pas là. Son organisme se décompose mais l'ordinateur de bord parvient à faire prospérer les bactéries et à leur donner une « éducation ». Au fil des siècles, l'ensemble de ces bactéries devient un organisme vivant et intelligent ; il s'est auto-nommé Multitude. Un jour, le Cercueil arrive sur une planète tellurique. Sur celle-ci, Multitude croit, se développe, donne naissance à d'autres êtres, puis à une civilisation extraterrestre nouvelle, qui ne pense qu'à une chose : entreprendre des voyages spatiaux et coloniser l'espace.
- Liens externes :
  - Fiche sur iSFdb
  - « Fiche » sur le site NooSFere

### Hybride
- Titre original : Hybrid.
- Parution : The Magazine of Fantasy & Science Fiction, juillet 2000.
- Situation dans le recueil : p. 37 à 60.
- Résumé : Les loup-garous ne sont pas des créatures fantastiques mais le résultat d'une hybridation génétique hasardeuse qui connaissent les mêmes passions que les humains. Welks en fait l'amère expérience : doté d'une certaine aisance financière, il décide d'acquérir un hybride. Il fait construire un grand enclos et s'informe sur les conditions de vie des hybrides. Il en achète un, de sexe féminin. Mais tout ne se passe pas comme prévu : l'hybride n'en fait qu'à sa tête et semble se moquer de Welks, dont elle ne reconnaît pas l'autorité. Au bout de plusieurs semaines néanmoins, la créature semble se conformer à ce qu'attend Welks. Mais ce dernier découvre que l'hybride a des envies naturelles : elle souhaite un compagnon, et commence à dépérir.
- Liens externes :
  - Fiche sur iSFdb
  - « Fiche » sur le site NooSFere

### La Création du monde
- Titre original : Building the Building of the World.
- Parution : Asimov's Science Fiction, décembre 1998.
- Situation dans le recueil : p. 61 à 89.
- Résumé : Un professeur chargé d'animer un stage d'été pour des lycéens choisit de leur faire imaginer la création d'un monde extraterrestre.
- Lien externe :

### Le Match du siècle
- Titre original : Game of the Century.
- Parution : The Magazine of Fantasy & Science Fiction, mai 1999.
- Situation dans le recueil : p. 91 à 133.
- Résumé : Des joueurs de football dont l'ADN a été génétiquement modifié avec celui d'animaux s'affrontent dans des matchs d'une exceptionnelle violence.
- Lien externe :

### Le Nouveau Système
- Titre original : The New System.
- Parution : Interzone, décembre 1998.
- Situation dans le recueil : p. 135 à 157.
- Résumé : Un groupe de physicien a découvert le moyen de modifier la programmation de l'univers pour transformer le monde selon un plan idéal. L'affaire tourne au désastre.
- Lien externe :

### Fouette-queue
- Titre original : Whiptail.
- Parution : Asimov's Science Fiction, octobre-novembre 1998.
- Situation dans le recueil : p. 159 à 184.
- Résumé : Sur une planète lointaine, une population extraterrestre ne connaît pas le dimorphisme sexuel.
- Lien externe :

### La Forme de toute chose
- Titre original : The Shape of Everything.
- Parution : The Magazine of Fantasy & Science Fiction, octobre-novembre 1994.
- Situation dans le recueil : p. 185 à 200.
- Résumé : Un vieux professeur, célèbre pour avoir découvert que la forme même des galaxies était des messages adressés selon un certain code par une antique race extraterrestre disparue, raconte les conditions de sa découverte à l'une de ses étudiantes.
- Liens externes :
  - Fiche sur iSFdb
  - « Fiche de la nouvelle » sur le site NooSFere

### Les deux Sam
- Titre original : Two Sams.
- Parution : Asimov's Science Fiction, mai 2000.
- Situation dans le recueil : p. 201 à 214.
- Résumé : Sam mène deux existences différentes : l'une où il est un « dieu » de jeux vidéo, menant une civilisation de l'âge de pierre à l'âge atomique (cf. Civilization) ; l'autre où il n'est qu'un homme avec une vie ordinaire, vivant aux côtés de son épouse Samantha et de leur fille Connie.
- Lien externe :
  - Fiche sur iSFdb
  - « Fiche de la nouvelle » sur le site NooSFere

### Chrysalide
- Titre original : Chrysalis
- Parution : Asimov's Science Fiction, septembre 1996.
- Situation dans le recueil : p. 215 à 276.
- Résumé : Un gigantesque vaisseau, nommé La Toile, accueille à son bord une multitude de races extraterrestres. Une armée de robots, les Artisans, règlent avec bienveillance l'organisation de l'ensemble. Sarrie, qui appartient à l'espèce humaine, est une Voix, autrement dit l'une des rares personnes qualifiées pour entrer en contact avec les autres espèces rencontrées au cours du long périple galactique. Les humains pensent être les derniers survivants de leur espèce jusqu'au jour où, sur une planète glacée, sont découvertes des traces d'un ADN semblable au leur. Sarrie découvre alors que les Artisans leur mentent depuis des siècles. À la suite de cette découverte, alors que le vaisseau spatial est sur le point de poursuivre son voyage, Sarrie décide de rester sur cette planète.
- Liens externes :
  - Fiche sur iSFdb
  - « Fiche de la nouvelle » sur le site NooSFere